# Глєб В'ячеслав Павлович
В'ячеслав Павлович Гліб (біл. Вячаслаў Паўлавіч Глеб, нар. 12 лютого 1983, Мінськ) — білоруський футболіст, нападник нижчолігового грецького клубу АЕЛ (Каллоні). Молодший брат одного з найкращих білоруських футболістів 2000-х років Олександра Гліба.
Відомий виступами за низку білоруських та іноземних клубів, а також національну збірну Білорусі.

## Клубна кар'єра
У дорослому футболі дебютував 2000 року виступами за команду клубу «Динамо» (Мінськ), в якій провів один сезон, взявши участь лише у 9 матчах чемпіонату. 
Протягом 2001—2004 років захищав кольори другої команди клубу «Штутгарт», в основній команді якого на той час грав його старший брат Олександр.
Своєю грою за останню команду привернув увагу представників тренерського штабу клубу «Гамбург», до складу якого приєднався 2004 року. Відіграв за гамбурзький клуб наступний сезон своєї ігрової кар'єри.
Згодом з 2005 по 2011 рік грав у складі команд клубів «Грассгоппер», МТЗ-РІПО, «Шанхай Шеньхуа», «Шеньчжень Рубі», «Динамо» (Мінськ) та «Франкфурт».
На початку 2012 року вчергове повернувся до Білорусі, приєднавшись до складу клубу «Гомель». Влітку того ж року за обопільною згодою контракт було розірвано і гравець на правах вільного агента приєдався до клубу другого дивізіону чемпіонату Греції АЕЛ (Каллоні).

## Виступи за збірні
Протягом 2002–2005 років залучався до складу молодіжної збірної Білорусі. На молодіжному рівні зіграв у 15 офіційних матчах, забив 5 голів.
У 2004 році дебютував в офіційних матчах у складі національної збірної Білорусі. Наразі провів у формі головної команди країни 45 матчів, забивши 12 голів.

## Досягнення
- Володар Кубка німецької ліги з футболу (1):

Гамбург: 2003
- Володар Кубка Білорусі з футболу (1):

МТЗ-РІПО: 2007-08
- Володар Суперкубка Білорусі з футболу (1):

Гомель: 2012